# Joseph Fontenrose
Joseph Eddy Fontenrose (Sutter Creek, 17 de junio de 1903 - Ashland, 7 de julio de 1986) fue un académico estadounidense especializado en la antigüedad clásica. Sus intereses primordiales eran la Religión de la Antigua Grecia y la mitología griega. Era también un especialista en John Steinbeck, investigando sobre la influencia de la mitología en sus obras.

## Biografía
Nació en Sutter Creek (California). Casi toda su carrera académica se desarrolló en la Universidad de California en Berkeley, donde en 1925 se gradúa en ciencias políticas. Tras mantener un puesto de instructor desde 1937, se convirtió en profesor de la universidad de California en 1955, presidiendo el departamento dedicado a la antigüedad clásica, y siendo profesor emérito al final de su carrera.
El estudioso de la lengua, teatro y mitología griegos Ivan Linforth, también profesor en la universidad californiana, constituye una influencia temprana.
Era conocido por sus ideas políticas socialistas. Apoyó públicamente, al principio de los años 1960, el Free Speech Movement (Movimiento por la Libertad de Expresión) y a la Young People's Socialist League (Alianza Socialista de los Jóvenes). Por otra parte, mostró una postura más conservadora en lo que a activismo estudiantil se refiere.
En un libro de 1966 sometió a la teoría del mito-ritual a un intenso ataque, apuntando las opiniones de algunos de los expertos asociados, en particular Lord Raglan y Stanley Edgar Hyman.

## Obra
- Python; a study of Delphic myth and its origins (1959)
- John Steinbeck; an introduction and interpretation (1963)
- The Ritual Theory of Myth (1966)
- The Delphic Oracle: Its Responses and Operations (1978)
- Orion: The Myth of the Hunter and the Huntress (1981)
- Steinbeck's Unhappy Valley. A Study of The Pastures of Heaven (1981)
- Classics at Berkeley, The First Century (1869-1970) (1982)
- Didyma. Apollo's Oracle, Cult and Companions (1988)